# مشاركة الإبرة
مشاركة الإبرة هي إحدى ممارسات متعاطي المخدرات عن طريق الحقن الوريدي حيث يتشارك العديد من الأفراد نفس الحقنة لإعطاء الأدوية عن طريق الحقن الوريدي، وهي ناقل أساسي للأمراض التي يمكن أن تنتقل عن طريق الدم (مسببات الأمراض المنقولة عن طريق الدم).
منذ عام 1933 إلى 1943، انتشرت الملاريا بين مستخدمي الإبر في منطقة مدينة نيويورك بهذه الطريقة. بعد ذلك، أصبح استخدام الكينين كعامل قطع في خلطات المخدرات شائعا.
برامج تبادل الإبر (NEP)، وهي شكل من أشكال سياسة الحد من الضرر، تقوم هذه البرامج بتوفير إبر جديدة للأشخاص المدمنين على المخدرات مقابل استبدالها بالإبر المستخدمة من أجل المساعدة في مكافحة انتشار الأمراض. في الولايات المتحدة، هناك ثلاثة تحريمات صارمة على برامج تبادل الإبر على المستوى الفيدرالي وهي : قانون رعاية ريان البيضاء، وتشريع إساءة استعمال المواد المخدرة والصحة العقلية (سامهسا)، و تشريعات الاعتمادات التعليمية عام 1997 للصحة العُمالية والخدمات الإنسانية (هس) . مع ذلك، فإن العديد من الولايات لا تزال تقدم خدمة برامج تبادل الإبر على الرغم من التشريعات الفيدرالية، وخاصة في المدن الكبيرة حيث يعد تعاطي المخدرات عن طريق الوريد مصدر خطر كبير على الصحة. وجدت دراسة في ولاية نيويورك أن خلال 12 شهرا من عمل برامج تبادل الإبر منعت ما يمكن تقديره بعدد 87 عدوى بفيروس نقص المناعة البشرية (HIV) عن طريق منع مشاركة الإبر. كما خفضت هذه البرامج انتشار فيروس نقص المناعة البشرية بمقدار الثلث إلى الخُمْسين.

## العدوى
قد يكون الشخص الذي تم حقنه بمخدر أو عقار باستخدام حقنة أو إبرة استخدمها شخص مصاب بفيروس نقص المناعة البشرية HIV معرضا لخطر الإصابة بفيروس نقص المناعة البشرية أيضا. مع ذلك، لأن الشخص قد لا يعرف ما إذا كان شخص ما مصاب بفيروس نقص المناعة البشرية أم لا، كإجراء وقائي، يجب على الفرد ألا يعيد استخدام إبرة أو حقنة إطلاقا. قد لا يعرف الفرد أبدا ما إذا كان شخص آخر أو هو نفسه لديه عدوى طرفية أو عدوى شديدة معدية. لذلك، فإنه ليس من الآمن أبدا تَشارُك إبرة أو حقنة مع فرد آخر.